# Coupe du monde d'escalade de 2019
Navigation
30e édition 32e édition
La coupe du monde d'escalade de 2019 est la 31e édition de la coupe du monde d'escalade. En 2019, cette série d'épreuves débute le 5 avril et se termine le 27 octobre. Cette compétition compte douze étapes comprenant six épreuves de difficulté, six épreuves de bloc et six épreuves de vitesse.

## Classement général
| Catégories | Or                 | Or          | Argent              | Argent      | Bronze               | Bronze       |
| ---------- | ------------------ | ----------- | ------------------- | ----------- | -------------------- | ------------ |
| Difficulté | Adam Ondra (3)     | 300 points  | Alberto Ginés López | 256 points  | Sean McColl          | 206 points   |
| Difficulté | Chaehyun Seo       | 480 points  | Janja Garnbret      | 352 points  | Natsuki Tanii        | 243 points   |
| Bloc       | Tomoa Narasaki (2) | 340 points  | Adam Ondra          | 335 points  | Yoshiyuki Ogata      | 264 points   |
| Bloc       | Janja Garnbret     | 500 points  | Akiyo Noguchi       | 320 points  | Fanny Gibert         | 308 points   |
| Vitesse    | Bassa Mawem (2)    | 329 points  | Vladislav Deulin    | 312 points  | Alfian Muhammad      | 286 points   |
| Vitesse    | YiLing Song        | 460 points  | Anouck Jaubert      | 355 points  | Aries Susanti Rahayu | 333 points   |
| Combiné    | Tomoa Narasaki (2) | 1728 points | Adam Ondra          | 2072 points | Jakob Schubert       | 27720 points |
| Combiné    | Janja Garnbret (4) | 255 points  | Akiyo Noguchi       | 4104 points | Jessica Pilz         | 14400 points |

## Étapes
| Dates                               | Lieu      | Difficulté | Bloc     | Vitesse  |
| ----------------------------------- | --------- | ---------- | -------- | -------- |
| 5 avril 2019-6 avril 2019           | Meiringen | -          | X        | -        |
| 13 avril 2019-14 avril 2019         | Moscou    | -          | X        | X        |
| 27 avril 2019-28 avril 2019         | Chongqing | -          | X        | X        |
| 4 mai 2019-5 mai 2019               | Wujiang   | -          | X        | X        |
| 18 mai 2019-19 mai 2019             | Munich    | -          | X        | -        |
| 7 juin 2019-8 juin 2019             | Vail      | -          | X        | -        |
| 5 juillet 2019-6 juillet 2019       | Villars   | X          | -        | X        |
| 11 juillet 2019-13 juillet 2019     | Chamonix  | X          | -        | X        |
| 19 juillet 2019-20 juillet 2019     | Briançon  | X          | -        | -        |
| 28 septembre 2019-29 septembre 2019 | Kranj     | X          | -        | -        |
| 19 octobre 2019-20 octobre 2019     | Xiamen    | X          | -        | X        |
| 26 octobre 2019-27 octobre 2019     | Inzai     | X          | -        | -        |
| Total : 12 étapes                   |           | 6 étapes   | 6 étapes | 6 étapes |

## Podiums des étapes

### Difficulté

#### Hommes
| Étapes       | Lieu              | Or               | Argent              | Bronze              |
| ------------ | ----------------- | ---------------- | ------------------- | ------------------- |
| 5 juillet    | Villars (Suisse)  | Sascha Lehmann   | YuFei Pan           | Alexander Megos     |
| 13 juillet   | Chamonix (France) | Adam Ondra (12)  | Alexander Megos     | Jakob Schubert      |
| 19 juillet   | Briançon (France) | Hidemasa Nishida | Hiroto Shimizu      | Shuta Tanaka        |
| 28 septembre | Kranj (Slovénie)  | Adam Ondra (13)  | Kai Harada          | Alberto Ginés López |
| 19 octobre   | Xiamen (Chine)    | Adam Ondra (14)  | Taisei Homma        | Tomoa Narasaki      |
| 26 octobre   | Inzai (Japon)     | Hiroto Shimizu   | Alberto Ginés López | Stefano Ghisolfi    |

#### Femmes
| Étapes       | Lieu              | Or                  | Argent         | Bronze        |
| ------------ | ----------------- | ------------------- | -------------- | ------------- |
| 5 juillet    | Villars (Suisse)  | Janja Garnbret (15) | Chaehyun Seo   | Ai Mori       |
| 13 juillet   | Chamonix (France) | Chaehyun Seo        | YueTong Zhang  | Jessica Pilz  |
| 19 juillet   | Briançon (France) | Chaehyun Seo (2)    | Janja Garnbret | Natsuki Tanii |
| 28 septembre | Kranj (Slovénie)  | Chaehyun Seo (3)    | Jessica Pilz   | Lucka Rakovec |
| 19 octobre   | Xiamen (Chine)    | Chaehyun Seo (4)    | Akiyo Noguchi  | Jain Kim      |
| 26 octobre   | Inzai (Japon)     | Jain Kim (29)       | Janja Garnbret | Chaehyun Seo  |

### Bloc

#### Hommes
| Étapes   | Lieu               | Or                 | Argent         | Bronze          |
| -------- | ------------------ | ------------------ | -------------- | --------------- |
| 5 avril  | Meiringen (Suisse) | Adam Ondra (4)     | Tomoa Narasaki | Rei Sugimoto    |
| 13 avril | Moscou (Russie)    | Jernej Kruder (2)  | Adam Ondra     | Yoshiyuki Ogata |
| 27 avril | Chongqing (Chine)  | Manuel Cornu       | Tomoa Narasaki | Anze Peharc     |
| 4 mai    | Wujiang (Chine)    | Tomoa Narasaki (4) | Kai Harada     | Jakob Schubert  |
| 18 mai   | Munich (Allemagne) | Jakob Schubert (3) | Adam Ondra     | Jan Hojer       |
| 7 juin   | Vail (États-Unis)  | Yoshiyuki Ogata    | Tomoa Narasaki | Jongwon Chon    |

#### Femmes
| Étapes   | Lieu               | Or                  | Argent        | Bronze        |
| -------- | ------------------ | ------------------- | ------------- | ------------- |
| 5 avril  | Meiringen (Suisse) | Janja Garnbret (6)  | Akiyo Noguchi | Shauna Coxsey |
| 13 avril | Moscou (Russie)    | Janja Garnbret (7)  | Shauna Coxsey | Fanny Gibert  |
| 27 avril | Chongqing (Chine)  | Janja Garnbret (8)  | Akiyo Noguchi | Jessica Pilz  |
| 4 mai    | Wujiang (Chine)    | Janja Garnbret (9)  | Akiyo Noguchi | Ai Mori       |
| 18 mai   | Munich (Allemagne) | Janja Garnbret (10) | Fanny Gibert  | Mia Krampl    |
| 7 juin   | Vail (États-Unis)  | Janja Garnbret (11) | Akiyo Noguchi | Fanny Gibert  |

### Vitesse

#### Hommes
| Étapes     | Lieu              | Or                   | Argent              | Bronze           |
| ---------- | ----------------- | -------------------- | ------------------- | ---------------- |
| 13 avril   | Moscou (Russie)   | Bassa Mawem (3)      | Vladislav Deulin    | Aspar Jaelolo    |
| 27 avril   | Chongqing (Chine) | Alfian Muhammad      | Kostiantyn Pavlenko | Sergey Rukin     |
| 4 mai      | Wujiang (Chine)   | Dmitrii Timofeev (4) | Bassa Mawem         | Ludovico Fossali |
| 5 juillet  | Villars (Suisse)  | Aleksandr Shikov (3) | Dmitrii Timofeev    | Jan Kriz         |
| 11 juillet | Chamonix (France) | Alfian Muhammad (2)  | QiXin Zhong         | Vladislav Deulin |
| 19 octobre | Xiamen (Chine)    | QiXin Zhong (13)     | Lev Rudatskiy       | Vladislav Deulin |

#### Femmes
| Étapes     | Lieu              | Or                       | Argent               | Bronze             |
| ---------- | ----------------- | ------------------------ | -------------------- | ------------------ |
| 13 avril   | Moscou (Russie)   | YiLing Song              | Anouck Jaubert       | Iuliia Kaplina     |
| 27 avril   | Chongqing (Chine) | YiLing Song (2)          | Aleksandra Rudzinska | Iuliia Kaplina     |
| 4 mai      | Wujiang (Chine)   | Aleksandra Rudzinska (4) | Aries Susanti Rahayu | Anouck Jaubert     |
| 5 juillet  | Villars (Suisse)  | Anouck Jaubert (15)      | YiLing Song          | Elizaveta Ivanova  |
| 11 juillet | Chamonix (France) | YiLing Song (3)          | Elizaveta Ivanova    | Aleksandra Kalucka |
| 19 octobre | Xiamen (Chine)    | Aries Susanti Rahayu (4) | YiLing Song          | Mariia Krasavina   |

## Autres compétitions mondiales de la saison

### Championnats du monde d'escalade 2019

#### Difficulté

##### Hommes
| Étapes  | Lieu             | Or             | Argent          | Bronze         |
| ------- | ---------------- | -------------- | --------------- | -------------- |
| 11 août | Hachioji (Japon) | Adam Ondra (3) | Alexander Megos | Jakob Schubert |

##### Femmes
| Étapes  | Lieu             | Or                 | Argent     | Bronze  |
| ------- | ---------------- | ------------------ | ---------- | ------- |
| 11 août | Hachioji (Japon) | Janja Garnbret (2) | Mia Krampl | Ai Mori |

#### Bloc

##### Hommes
| Étapes  | Lieu             | Or                 | Argent         | Bronze        |
| ------- | ---------------- | ------------------ | -------------- | ------------- |
| 11 août | Hachioji (Japon) | Tomoa Narasaki (2) | Jakob Schubert | Yannick Flohé |

##### Femmes
| Étapes  | Lieu             | Or                 | Argent        | Bronze        |
| ------- | ---------------- | ------------------ | ------------- | ------------- |
| 11 août | Hachioji (Japon) | Janja Garnbret (2) | Akiyo Noguchi | Shauna Coxsey |

#### Vitesse

##### Hommes
| Étapes  | Lieu             | Or               | Argent   | Bronze            |
| ------- | ---------------- | ---------------- | -------- | ----------------- |
| 11 août | Hachioji (Japon) | Ludovico Fossali | Jan Kriz | Stanislav Kokorin |

##### Femmes
| Étapes  | Lieu             | Or                      | Argent | Bronze         |
| ------- | ---------------- | ----------------------- | ------ | -------------- |
| 11 août | Hachioji (Japon) | Aleksandra Miroslaw (2) | Di Niu | Anouck Jaubert |

#### Combiné format olympique

##### Hommes
| Étapes  | Lieu             | Or             | Argent         | Bronze            |
| ------- | ---------------- | -------------- | -------------- | ----------------- |
| 11 août | Hachioji (Japon) | Tomoa Narasaki | Jakob Schubert | Rishat Khaibullin |

##### Femmes
| Étapes  | Lieu             | Or                 | Argent        | Bronze        |
| ------- | ---------------- | ------------------ | ------------- | ------------- |
| 11 août | Hachioji (Japon) | Janja Garnbret (2) | Akiyo Noguchi | Shauna Coxsey |